# كريستين ماير (ممثل)
كريستين ماير (بالألمانية: Kristin Meyer)‏ (و. 1974  م) هي ممثلة ألمانية، ولدت في دورتموند.

## وصلات خارجية
- كريستين ماير على موقع IMDb (الإنجليزية)
- كريستين ماير على موقع ألو سيني (الفرنسية)
- كريستين ماير على موقع كينوبويسك (الروسية)

- كريستين ماير في قاعدة بيانات الأفلام على الإنترنت